# ندية مستديرة الأوراق
نديان، نيدمان أو ندية مستديرة الأوراق أو ندى شمس  أو حشيشة الندی أو ماسك الذباب أو دروز يارا، ورد الشمس (الاسم العلمي:Drosera rotundifolia) هي نوع من النباتات تتبع جنس الندية من الفصيلة الندوية.